# Тангерман, Вильгельм
Фридрих Вильгельм Тангерман известный под псевдонимом Виктор Гранелла (нем. Wilhelm Tangermann; 6 июля 1815, Эссен — 4 октября 1907, Кёльн) — немецкий богослов, писатель
, поэт. Доктор философии (1867).

## Биография
Изучал с 1839 года теологию сперва в Мюнстере, затем в Мюнхене (1842). В 1844 году был принят в архиерейскую семинарию в Кёльне, в следующем году он был рукоположен в сан римско-католического священника. Служил в Нойсе и Ункеле.
Вследствие отказа признать ватиканские декреты 1870 года о непогрешимости папы римского был лишён священнического сана, но в 1872 году стал настоятелем вновь образовавшейся старокатолической общины в Кёльне.

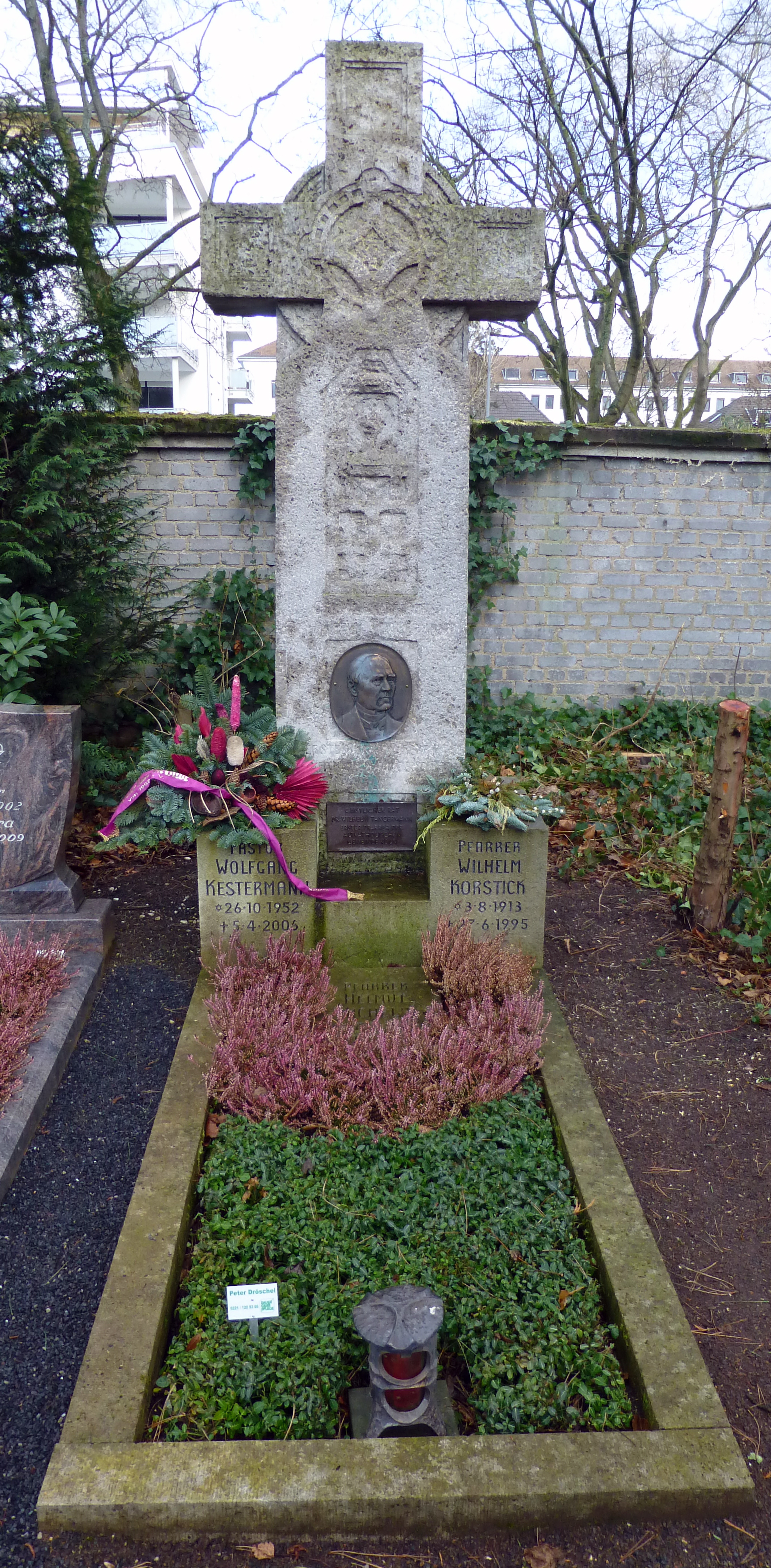
Могила В. Тангермана на кладбище Мелатен в Кёльне

## Избранные сочинения
- «Wahrheit, Schönheit und Liebe», философско-эстетические очерки (Лпц., 1867),
- «Patriotische Lieder und Zeitgedichte» (Бонн, 1871),
- «Aus zwei Welten, Wahrheit und Dichtung»· (Лейпциг, 1871),
- «Diotima», культурно-историческая повесть (Лейпциг, 1872),
- «Zur Charakteristik der kirchlichen Zustände» (1873),
- «Herz und Welt» (1876),
- «Philosophie und Christentum in ihren Beziehungen zur Kultur- und Religionsfrage» (1876),
- «Das liberale Prinzip in seiner ethischen Bedeutung für Staat und Kirche etc.» (3 изд., Кёльн, 1886), * «Sions Harfenklänge» (Бонн, 1886),
- «Philosophie und Poesie; Sonettenkränze» (Кельн, 1886),
- «Neuer Frühling, neues Leben» (Эссен, 1889),
- «Natur und Geist» (Гота, 1894),
- «Leben, Licht und Liebe» (Лейпциг, 1894),
- «Morgen und Abend» (1895; воспоминания и исповедь),
- «Blumen und Sterne», стихотворения (1896). Во всех своих сочинениях резко проявлял то церковно-религиозное движение, горячим поборником которого выступал.